# Katsuhiro Kusaki
Katsuhiro Kusaki (jap. 草木 克洋 Kusaki Katsuhiro; ur. 12 kwietnia 1962) – były japoński piłkarz, reprezentant kraju.

## Kariera klubowa
Od 1981 do 1994 roku występował w klubach: Yanmar Diesel, Gamba Osaka i Kyoto Purple Sanga.

## Kariera reprezentacyjna
W reprezentacji Japonii zadebiutował w 1988. W sumie w reprezentacji wystąpił w 2 spotkaniach.

## Statystyki
| Reprezentacja Japonii | Reprezentacja Japonii | Reprezentacja Japonii |
| Rok                   | Mecze                 | Gole                  |
| --------------------- | --------------------- | --------------------- |
| 1988                  | 2                     | 0                     |
| Razem                 | 2                     | 0                     |